# Casmaria atlantica
Casmaria atlantica is een slakkensoort uit de familie van de Cassidae. De wetenschappelijke naam van de soort is voor het eerst geldig gepubliceerd in 1944 door Clench.